# The 2nd Law
The 2nd Law je šesté studiové album britské alternativní rockové skupiny Muse. Ve velké části Evropy album vyšlo 28. září 2012. Mimo skladby „Follow Me“ si album produkovala sama. Ve skladbě „Follow Me“ je producentem skupina Nero.

## Seznam skladeb
| Pořadí         | Název                        | Délka |
| -------------- | ---------------------------- | ----- |
| 1.             | Supremacy                    | 4:55  |
| 2.             | Madness                      | 4:39  |
| 3.             | Panic Station                | 3:03  |
| 4.             | Prelude                      | 0:57  |
| 5.             | Survival                     | 4:17  |
| 6.             | Follow Me                    | 3:51  |
| 7.             | Animals                      | 4:23  |
| 8.             | Explorers                    | 5:48  |
| 9.             | Big Freeze                   | 4:41  |
| 10.            | Save Me                      | 5:09  |
| 11.            | Liquid State                 | 3:03  |
| 12.            | The 2nd Law: Unsustainable   | 3:47  |
| 13.            | The 2nd Law: Isolated System | 4:59  |
| Celková délka: | Celková délka:               | 53:49 |

## Obsazení
- Matthew Bellamy – zpěv, kytara, klávesy, klavír, syntezátory, programming
- Christopher Wolstenholme – baskytara, doprovodný zpěv, zpěv
- Dominic Howard – bicí, syntezátory, programming